# Contea di Woodruff
La contea di Woodruff, in inglese Woodruff County, è una contea dello Stato dell'Arkansas, negli Stati Uniti. La popolazione al censimento del 2000 era di 8 741 abitanti. Il capoluogo di contea è Augusta.

## Storia
La contea di Woodruff fu costituita nel 1862.